# إيما (فلم 1996)
إيما (بالإنجليزية: Emma) هو فيلم موسيقي تم إنتاجه في الولايات المتحدة والمملكة المتحدة وصدر في سنة 1996.

## طاقم التمثيل
- جوينيث بالترو
- جيرمي نورثام
- الآن كومينغ
- توني كوليت
- إيوان مكريغور

### ترشيحات وجوائز
| السنة | الحدث  | الفئة               | النتيجة  |
| ----- | ------ | ------------------- | -------- |
|       | أوسكار | أفضل موسيقى تصويرية | فـــــوز |

## الميزانية والإيرادات
بلغت تكلفة إنتاج الفيلم حوالي 7 ملايين دولار بينما حقق أرباحا تقدر بـ 22,231,658 دولار.

## وصلات خارجية
- مقالات تستعمل روابط فنية بلا صلة مع ويكي بيانات

1. ↑  "معلومات عن إيما (فيلم 1996) على موقع filmweb.pl". filmweb.pl. مؤرشف من الأصل في 2006-06-23.
2. ↑  "معلومات عن إيما (فيلم 1996) على موقع kinopoisk.ru". kinopoisk.ru. مؤرشف من الأصل في 2014-11-15.
3. ↑  "معلومات عن إيما (فيلم 1996) على موقع metacritic.com". metacritic.com. مؤرشف من الأصل في 2018-05-01.